# Patientensimulation
Unter Patientensimulation versteht man unter anderem im Bereich des Rettungsdienstes und der medizinischen Aus- und Weiterbildung die realitätsnahe Darstellung von medizinischen Fallbeispielen mit Patientensimulatoren. Patientensimulation findet aber in vielen weiteren Bereichen Anwendung, z. B. im Team Training, in der Anästhesie Ausbildung und sogar im Grundstudium der Medizin. Patientensimulation findet auch im Mega-Code-Training statt, d. h. der Schulung und Übung des strukturierten Vorgehens bei der Herz-Lungen-Wiederbelebung nach den Richtlinien des ERC.
Diese Simulatoren reichen von einfachen Puppen (z. B. Resusci-Anne), die beispielsweise im Rahmen der Ersthelfer-Ausbildung eingesetzt werden, bis zu komplexen Simulatoren, die eine Vielzahl an Vitalfunktionen realitätsnah darstellen können.
Simulierbar ist heute dank Roboter- und Informationstechnologie sehr viel, u. a.
- Blutdruck
- Atmungsformen,
- Spannungspneumothorax,
- Herztöne und Herzgeräusche,
- Lungengeräusche,
- Pupillendifferenzen

Am Simulator können verschiedene Diagnose- und Therapieverfahren geübt werden, beispielsweise Blutdruckmessung, intravenöse Zugänge, nasale und orale endotracheale Intubation, fiberoptische Intubation, das Legen von Thoraxdrainagen, intramuskuläre Injektionen, Defibrillation und Herzdruckmassage sowie invasive und nicht-invasive Beatmung. Selbst komplexe Lungenfunktion und damit zusammenhängende physiologische Vorgänge sind modellierbar.
Die meisten bekannten Simulatoren werden im Hintergrund durch einen Operator/Techniker/Kliniker so gesteuert, dass der Lernende den Eindruck bekommt, der „Patient“ reagiere auf die Therapie oder Intervention. Dies setzt einschlägige Erfahrung dieser Operatoren voraus. Die neusten Simulatoren reagieren autonom oder machen damit das Simulationstraining konsistenter und kostengünstiger, da kein Operator mehr gebraucht wird. Voraussetzung ist jedoch die korrekte Parametrisierung dieser autonomen Simulatoren.